# 刘子久 (1901年)
刘子久（1901年—1988年8月28日），原名刘俊才，曾用名刘干、刘振禹、刘希尧、赵振声、刘振东、刘子敬、刘滋九，山东广饶人，中华人民共和国政治人物，中华人民共和国劳动部副部长。

## 生平
1920年，刘子久考入青州山东省立第十中学。1924年9月，经王尽美、王翔千介绍加入中国共产党。1925年五卅惨案后，参与领导济南、青岛的学生运动。11月，任中共山东地方执委会负责人。1928年2月，任中共山东省委常委，负责组织工作。5月，任省委巡视员。1929年3月，到上海，向中共中央汇报工作。5月以中央巡视员名义到河南豫北地区巡视工作。1931年4月，在北平被捕，关押在草岚子监狱，任狱中支部委员（孔祥祯、胡锡奎、刘子久组成支部干事会，孔祥祯任书记）。1936年秋被党组织营救出狱，同年冬被派往河南，恢复和建立河南党组织。1937年4月，出任中共河南省工作委员会书记。9月，任中共河南（豫皖苏）省委委员。同年，任中共河南省委宣传部长。
1938年3月下旬，省委根据中共中央《大量发展党员的决议》和郑州状况，决定成立中共郑州中心县委，由省委宣传部长刘子久兼任书记（郑县县委同时撤销）。7月任中共豫西特委书记，领导建立健全各级党组织，大力发展党员，使豫西党的力量在很短时间里得到空前发展与壮大。12月，他担任新成立的中共豫西省委书记，统一领导偃洛、宜洛、新密、灵陕和临汝5个地委。1939年4月，兼任八路军驻洛阳办事处主任。1939年10月撤销豫西、豫鄂边两省委，重新在洛阳成立中共河南省委，刘子久出任重建后的中共河南省委书记。1939年11月11日，他指挥驻确山县竹沟镇新四军第八团留守处和河南省委机关英勇抗击国军袭击。1940年1月，任中共中央中原局委员。4月，赴延安参加中共七大，作关于河南工作的报告。1940年8月至1940年12月，任中共河南省委书记。1941年1月起，刘子久担任中共豫皖苏区党委书记，皖东北区党委书记，淮北苏皖边区党委书记，桐柏区党委书记，豫鄂边区党委书记，中原局宣传部部长、民运部部长等职。
中华人民共和国成立后，刘子久出任中华全国总工会文教部长兼政策研究室主任、书记处书记，教育工会代主席。1955年任劳动部副部长等。文化大革命作为六十一人叛徒集团成员受到批斗。1974年被清除出党，并被下放至陕西一农村。1978年平反，后出任国家劳动总局顾问。1988年8月28日，在北京逝世。